# (6106) Stoss
(6106) Stoss ist ein Asteroid des Hauptgürtels, der am 24. September 1960 vom niederländischen Astronomenehepaar Cornelis Johannes van Houten und Ingrid van Houten-Groeneveld entdeckt wurde. Die Entdeckung geschah im Rahmen des Palomar-Leiden-Surveys, bei dem von Tom Gehrels mit dem 120-cm-Oschin-Schmidt-Teleskop des Palomar-Observatoriums aufgenommene Feldplatten an der Universität Leiden durchmustert wurden.
Der Asteroid gehört zur Themis-Familie, einer Gruppe von Asteroiden, die nach (24) Themis benannt wurde.
Benannt wurde er nach dem deutschen Bildhauer und -schnitzer der Spätgotik Veit Stoß (1447–1533),  dessen Büste in der Ruhmeshalle in München aufgestellt ist.